# Olivier Masset-Depasse
Olivier Masset-Depasse (Charleroi, 27 dicembre 1971) è un regista e sceneggiatore belga.
Il suo secondo film, Illégal (2010), è stato selezionato come proposta belga per l'Oscar al miglior film straniero nel 2011. La pellicola seguente, Doppio sospetto (2018), detiene il record di vittorie ai premi Magritte, ottenendo nove statuette su dieci candidature, tra cui miglior film, migliore sceneggiatura e miglior regista per Masset-Depasse.

## Filmografia
- Cages (2008)
- Illégal (2010)
- Doppio sospetto (Duelles, 2018)
- Largo Winch - Il prezzo del denaro (Largo Winch: Le prix de l'argent, 2024)